# Villeneuve-en-Retz
Pour les articles homonymes, voir Villeneuve.
Villeneuve-en-Retz [vilnœv ɑ̃ ʁɛ]  est, depuis le 1er janvier 2016, une commune nouvelle française née de la fusion des communes de Bourgneuf-en-Retz et Fresnay-en-Retz dans le département de Loire-Atlantique, en région Pays de la Loire.

## Géographie
La commune nouvelle de Villeneuve-en-Retz a une superficie de 73,68 km2 (53,19 km2 pour Bourgneuf-en-Retz et 20,49 km2 pour Fresnay-en-Retz). Son chef-lieu est situé dans l'ancien hôtel de ville de Bourgneuf-en-Retz.
| Pornic               | Saint-Hilaire-de-Chaléons | Sainte-Pazanne       |
| Les Moutiers-en-Retz | Villeneuve-en-Retz        |                      |
| Bouin (Vendée)       | Bois-de-Céné (Vendée)     | Machecoul-Saint-Même |

### Climat
Pour des articles plus généraux, voir Climat des Pays de la Loire et Climat de la Loire-Atlantique.
En 2010, le climat de la commune est de type climat océanique franc, selon une étude du CNRS s'appuyant sur une série de données couvrant la période 1971-2000. En 2020, Météo-France publie une typologie des climats de la France métropolitaine dans laquelle la commune est exposée à un climat océanique et est dans la région climatique  Bretagne orientale et méridionale, Pays nantais, Vendée, caractérisée par une faible pluviométrie en été et une bonne insolation. 
Pour la période 1971-2000, la température annuelle moyenne est de 12,3 °C, avec une amplitude thermique annuelle de 13 °C. Le cumul annuel moyen de précipitations est de 735 mm, avec 12,6 jours de précipitations en janvier et 6,2 jours en juillet. Pour la période 1991-2020, la température moyenne annuelle observée sur la station météorologique de Météo-France la plus proche, « Saint-Même-le-Tenu », sur la commune de Machecoul-Saint-Même à 11 km à vol d'oiseau, est de 12,7 °C et le cumul annuel moyen de précipitations est de 866,4 mm,. Pour l'avenir, les paramètres climatiques de la commune estimés pour 2050 selon différents scénarios d'émission de gaz à effet de serre sont consultables sur un site dédié publié par Météo-France en novembre 2022.

## Urbanisme

### Typologie
Au 1er janvier 2024, Villeneuve-en-Retz est catégorisée bourg rural, selon la nouvelle grille communale de densité à sept niveaux définie par l'Insee en 2022.
Elle est située hors unité urbaine et hors attraction des villes,.
La commune, bordée par l'estuaire de la Loire, est également une commune littorale au sens de la loi du 3 janvier 1986, dite loi littoral. Des dispositions spécifiques d’urbanisme s’y appliquent dès lors afin de préserver les espaces naturels, les sites, les paysages et l’équilibre écologique du littoral, tel le principe d'inconstructibilité, en dehors des espaces urbanisés, sur la bande littorale des 100 mètres, ou plus si le plan local d’urbanisme le prévoit.

## Toponymie
Le nom de Villeneuve-en-Retz a été choisi unanimement par les conseils municipaux des deux communes fondatrices (Bourgneuf-en-Retz et Fresnay-en-Retz), pour signifier « ville neuve », rappelant donc le concept de commune nouvelle, et par analogie au toponyme de Bourgneuf-en-Retz signifiant déjà « bourg neuf » (sous-entendu « bourg neuf de Saint-Cyr », Saint-Cyr-en-Retz étant l'ancien village d'origine).

## Histoire
La commune de Villeneuve-en-Retz est née le 1er janvier 2016, du rapprochement de Bourgneuf-en-Retz et Fresnay-en-Retz, sous le régime de la commune nouvelle. Ces dernières sont devenues des communes déléguées de la nouvelle collectivité, conformément aux souhaits des conseils municipaux respectifs, émis le 22 septembre 2015 et entériné par arrêté préfectoral du 29 septembre 2015.

## Politique et administration
Selon l'arrêté préfectoral du 29 septembre 2015, le chef-lieu de la commune nouvelle est fixé à la mairie de Bourgneuf-en-Retz.

### Liste des maires
| Période        | Période                   | Identité            | Étiquette | Qualité |
| -------------- | ------------------------- | ------------------- | --------- | --- |
| 5 janvier 2016 | 2 juillet 2020            | Alain Durrens       | DVG       | Responsable de services techniques Ancien maire de Bourgneuf-en-Retz (2014 → 2020) |
| 3 juillet 2020 | 28 avril 2025             | Jean-Bernard Ferrer | UDI       | Retraité de la Marine nationale et du secteur fiduciaire Maire (2014 → 2015) puis maire délégué de Fresnay-en-Retz (2016 → 2020) Président de la CC de la région de Machecoul (2015 → 2016) 1er vice-président de la CC Sud Retz Atlantique (2017 → 2020) Décédé en fonction |
| 20 mai 2025    | En cours (au 21 mai 2025) | Yves Blanchard      | SE        | Artisan maçon Maire délégué de Bourgneuf-en-Retz (2020 → 2025) |

### Communes déléguées
| Nom                       | Code Insee | Intercommunalité          | Superficie (km2) | Population (dernière pop. légale) | Densité (hab./km2) |
| ------------------------- | ---------- | ------------------------- | ---------------- | --------------------------------- | ------------------ |
| Bourgneuf-en-Retz (siège) | 44021      | Pornic Agglo Pays de Retz | 53,19            | 3 586 (2013)                      | 67                 |
| Fresnay-en-Retz           | 44059      | Pornic Agglo Pays de Retz | 20,49            | 1 265 (2013)                      | 62                 |

## Démographie
L'évolution du nombre d'habitants est connue à travers les recensements de la population effectués dans la commune depuis sa création.

En 2022, la commune comptait 5 004 habitants, en évolution de +1,48 % par rapport à 2016 (Loire-Atlantique : +6,68 %, France hors Mayotte : +2,11 %).
| 2014  | 2015  | 2020  | 2022  |
| ----- | ----- | ----- | ----- |
| 4 880 | 4 909 | 5 013 | 5 004 |

Selon le classement établi par l'Insee, Villeneuve-en-Retz est une commune multi polarisée. Elle fait partie de la zone d'emploi de Nantes et du bassin de vie de Pornic. Elle n'est intégrée dans aucune unité urbaine. Toujours selon l'Insee, sur la base du regroupement des données des communes ayant formé la commune nouvelle, en 2010, la répartition de la population sur le territoire de la commune était considérée comme « peu dense » : 87 % des habitants résidaient dans des zones « peu denses » et 13 % dans des zones « très peu denses ».

### Évolution démographique
Au 1er janvier 2019, le territoire de la commune nouvelle comptait 5 050 habitants (population légale). L'évolution du nombre d'habitants est connue à travers les recensements de la population effectués dans les communes depuis 1795. À partir du XXIe siècle, les recensements réels des communes de moins de 10 000 habitants ont lieu tous les cinq ans, contrairement aux autres communes qui ont une enquête par sondage chaque année.
Le Gentilé est : Villeretziens, Villeretziennes
Changement d'intercommunalité : depuis le 01/01/2020 la commune de Villeneuve en Retz fait partie de Pornic Agglo Pays de Retz

## Culture locale et patrimoine

### Lieux et monuments
- Musée du Pays de Retz, 6 Rue des Moines, Bourgneuf, 44580 Villeneuve-en-Retz
- L’église Notre-Dame de Fresnay datant du XVIIe siècle, reconstruite en 1801, est étonnante par son dallage, réalisé avec d’anciennes dalles funéraires (statues de saint Barthélemy et de saint Sébastien
- L'église Notre-Dame-de-l'Assomption, de Bourgneuf, reconstruite au XIXe siècle dans le style néo-gothique (son toit fut abaissé en 1975)
- L'église Saint-Cyr-et-Sainte-Julitte fut remaniée aux XVe et XVIIe siècles. Au tout début c'est une chapelle que le Seigneur de la Noë Briord fit construire en 1262, elle est de style néo gothique, sa particularité c'est son clocher sur le côté de la nef. Saint Cyr martyr chrétien du IVe siècle, fils de sainte Julitte. L'église fut incendiée en 1794 par les républicains pendant la Révolution. Après une souscription auprès de la population, une nouvelle église voit le jour avec une première pierre posée le 12 juillet 1897. Avec l'église de Bourgneuf, elle a été entièrement restaurée de mars 2013 à mars 2015
- Château de la Salle, Fresnay, 44580 Villeneuve-en-Retz
- Château de la Noë-Briord, Saint-Cyr, 44580 Villeneuve-en-Retz
- Fontaine des Jalberges du XIXe siècle (une des rares sources en eau potable du marais breton, dont bénéficie les novembourgeois)
- Parc et Jardins de Beaumont, Fresnay, 44580 Villeneuve-en-Retz
- Menhir de la Pierre Folle 47° 01′ 29″ N, 1° 53′ 25″ O
- Le Moulin de l'Arzelier, Route de Machecoul, Saint-Cyr, 44580 Villeneuve-en-Retz
- Les Etangs de Bourgneuf, Route de Nantes, Bourgneuf, 44580 Villeneuve-en-Retz
- La ferme du Fresne, Le Fresne, 44580 Villeneuve-en-Retz
- Sel de Bourgneuf (proche du rond-point de la Corderie), 44580 Villeneuve-en-Retz
- Les Salines de Millac, route de Millac, 44580 Villeneuve-en-Retz

### Personnalités liées à la commune
- François de La Noue (1531-1591), dit « Bras de fer » et « Bayard huguenot », seigneur de La Noue-Briord, de La Roche-Bernard et de Montreuil-Bonnin, capitaine huguenot breton né au château de La Noë-Briord à Bourgneuf-en-Retz, fut compagnon d'armes d'Henri IV durant les guerres de Religion.
- André Joubert du Collet (XVIIIe siècle), prisonnier des Hollandais, composa la chanson Auprès de ma blonde.
- Pierre Mourain (1740-1793), seigneur de La Guérivière, fut le premier maire de Bourgneuf-en-Retz, où il est né et est mort, et mourut fusillé par les insurgés vendéens.
- Auguste Bichon (1847-1915), né à Bourgneuf-en-Retz, fut médecin, conseiller général et député du Maine-et-Loire.
- Paul Fort (1872-1960), poète et dramaturge, qui séjourna fréquemment à Bourgneuf-en-Retz.
- Henry-Jacques (1886-1973), écrivain, homme de lettres, poète et prosateur, marin, journaliste et musicologue, séjourna fréquemment à Bourgneuf-en-Retz.
- Jean Sarment (1897-1976), acteur, écrivain et dramaturge, séjourna fréquemment à Bourgneuf-en-Retz.
- René Guy Cadou (1920-1951), poète, fut instituteur à Bourgneuf-en-Retz (il existe un square René-Guy-Cadou avec son buste, route des Puymains, près de la salle des fêtes et du gymnase).

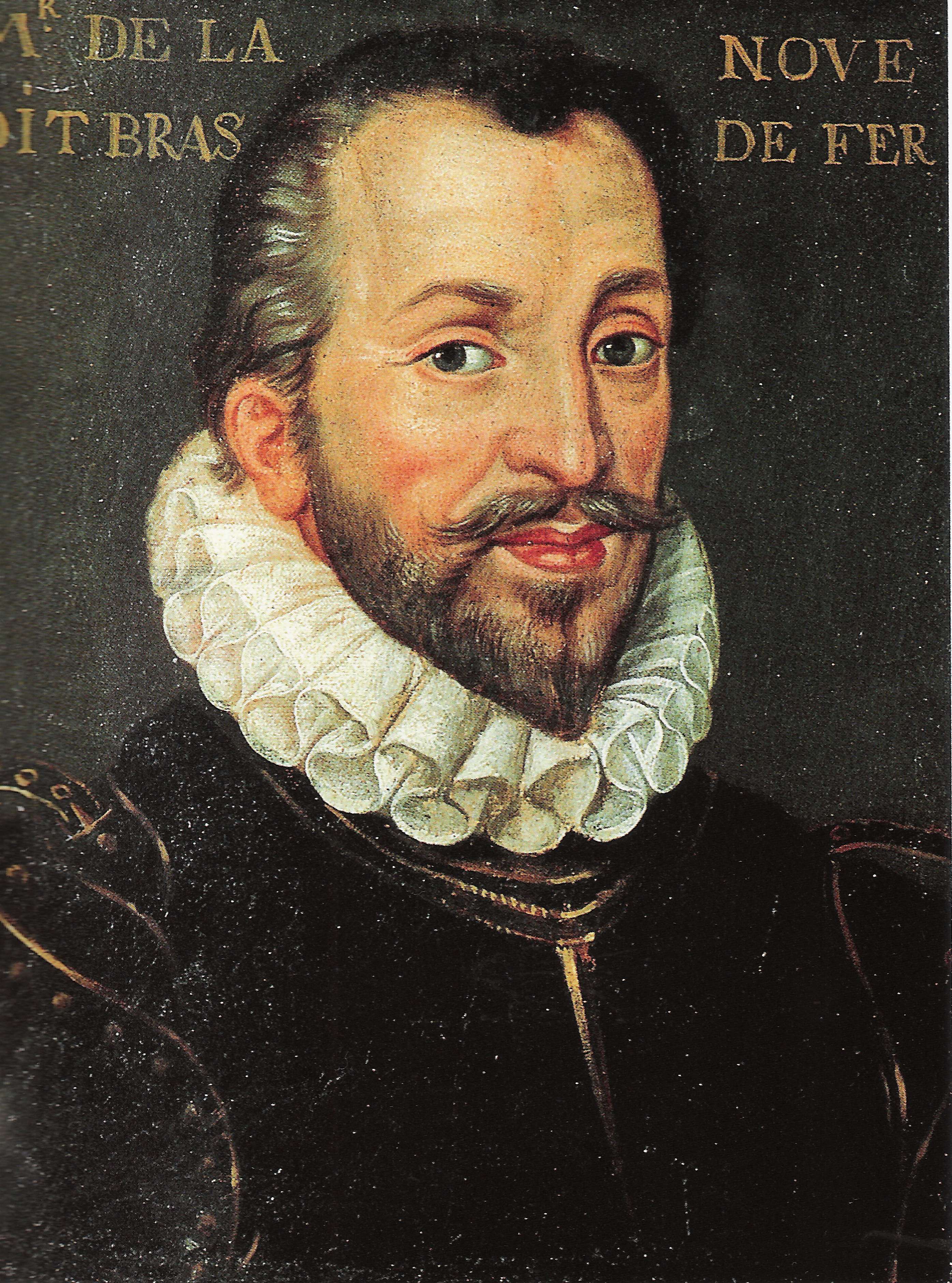
François de La Noue (1531-1591)
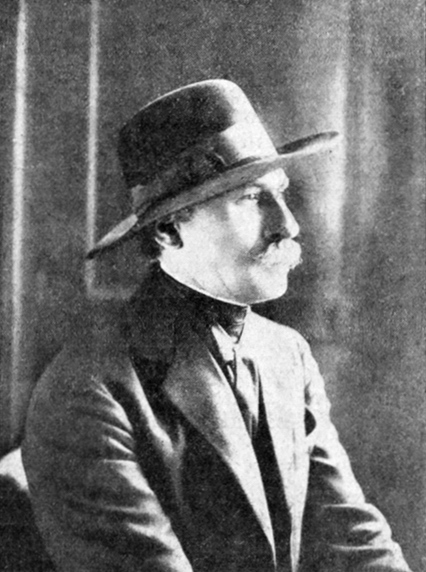
Paul Fort (1872-1960)